# Wil van Beveren (lekkoatleta)
Wijnand „Wil” van Beveren (ur. 28 grudnia 1911 w Haarlemie, zm. 5 października 2003 w Emmen) – holenderski lekkoatleta, sprinter, olimpijczyk z 1936.
Zajął 6. miejsce w finale biegu na 200 metrów oraz odpadł w półfinale biegu na 100 metrów na igrzyskach olimpijskich w 1936 w Berlinie, a sztafeta 4 × 100 metrów z jego udziałem nie ukończyła biegu finałowego wskutek zgubienia pałeczki.
Na mistrzostwach Europy w 1938 w Paryżu zajął 4. miejsce w biegu na 100 metrów, a w sztafecie 4 × 100 metrów ponownie nie ukończył biegu finałowego.
Van Beveren był mistrzem Holandii w biegu na 100 metrów w 1939 oraz w biegu na 200 metrów w 1937 i 1939. Był również mistrzem Wielkiej Brytanii (AAA) w biegu na 220 jardów w 1938.
Dwukrotnie poprawiał rekord Holandii w sztafecie 4 × 100 metrów do wyniku 41,3 s, uzyskanego 8 sierpnia 1936 w Berlinie.
Rekordy życiowe Van Beverena:
- bieg na 100 metrów – 10,4 s (3 września 1938 w Colombes)
- bieg na 200 metrów – 21,4 s (4 sierpnia 1936 w Berlinie)

Po II wojnie światowej pracował jako dziennikarz sportowy. Jego dwaj synowie Wil (ur. 1945) i Jan (1948–2011) byli piłkarzami. Jan, bramkarz, był wielokrotnym reprezentantem Holandii w latach 1967–1977.